# Långstjärtad bivråk
Långstjärtad bivråk (Henicopernis longicauda) är en fågel i familjen hökar inom ordningen hökfåglar.

## Utseende och läte
Långstjärtad bivråk är en stor och just långstjärtad rovfågel. Den ses vanligen kretsa med vingar och stjärt utbredda, uppvisande tydlig tvärbandning. Den enda liknande arten i dess utbredningsområde som också kretsar är gråfotad baza, men långstjärtad bivråk har streckat bröst och saknar beige färg på undersidan av vingen och buken. Sittande fåglar liknar tigerhök, men har gula ögon och vita ben. Arten är vanligtvis tystlåten.

## Utbredning och systematik
Fågeln förekommer på Nya Guinea, Aruöarna, Yapen och närliggande småöar utanför västra Nya Guinea. Den behandlas som monotypisk, det vill säga att den inte delas in i några underarter.

## Status
Arten har ett stort utbredningsområde, men tros minska i antal, dock inte tillräckligt kraftigt för att den ska betraktas som hotad. Internationella naturvårdsunionen IUCN listar arten som livskraftig (LC).